# سلطان محمد ‌ميرزا
سلطان محمد ميرزا (بالفارسية: سلطان محمد میرزا) (10 شعبان 1006 هـ - 1041 هـ المُوافق فيه 9 نيسان (أبريل) 1596م - 1632م) المعروف أيضًا بِـ«محمد خدا بنده ميرزا» و«روزك ميرزا» كان أميرًا صفويًا، وأحد أبناء الشاهنشاه عباس الأكبر. مات في قلعة ألموت سنة 1041هـ الموافقة لسنة 1632م.